# NGC 5972
NGC 5972 est une galaxie lenticulaire relativement éloignée et située dans la constellation du Serpent. Sa vitesse par rapport au fond diffus cosmologique est de 9 012 ± 9 km/s, ce qui correspond à une distance de Hubble de 132,9 ± 9,3 Mpc (∼433 millions d'al). NGC 5972 a été découverte par l'astronome français Édouard Stephan en 1880.
La galaxie NGC 5972 est classifiée comme lenticulaire (S0/a) par toutes les sources consultées. Cependant, une étude publiée en 1995 remet en question cette classification. Selon les auteurs de cette étude, NGC 5972 serait plutôt une galaxie elliptique et son activité serait de type Seyfert 2.
NGC 5972 est une galaxie active de type Seyfert 2.

## Image du télescope spatial Hubble

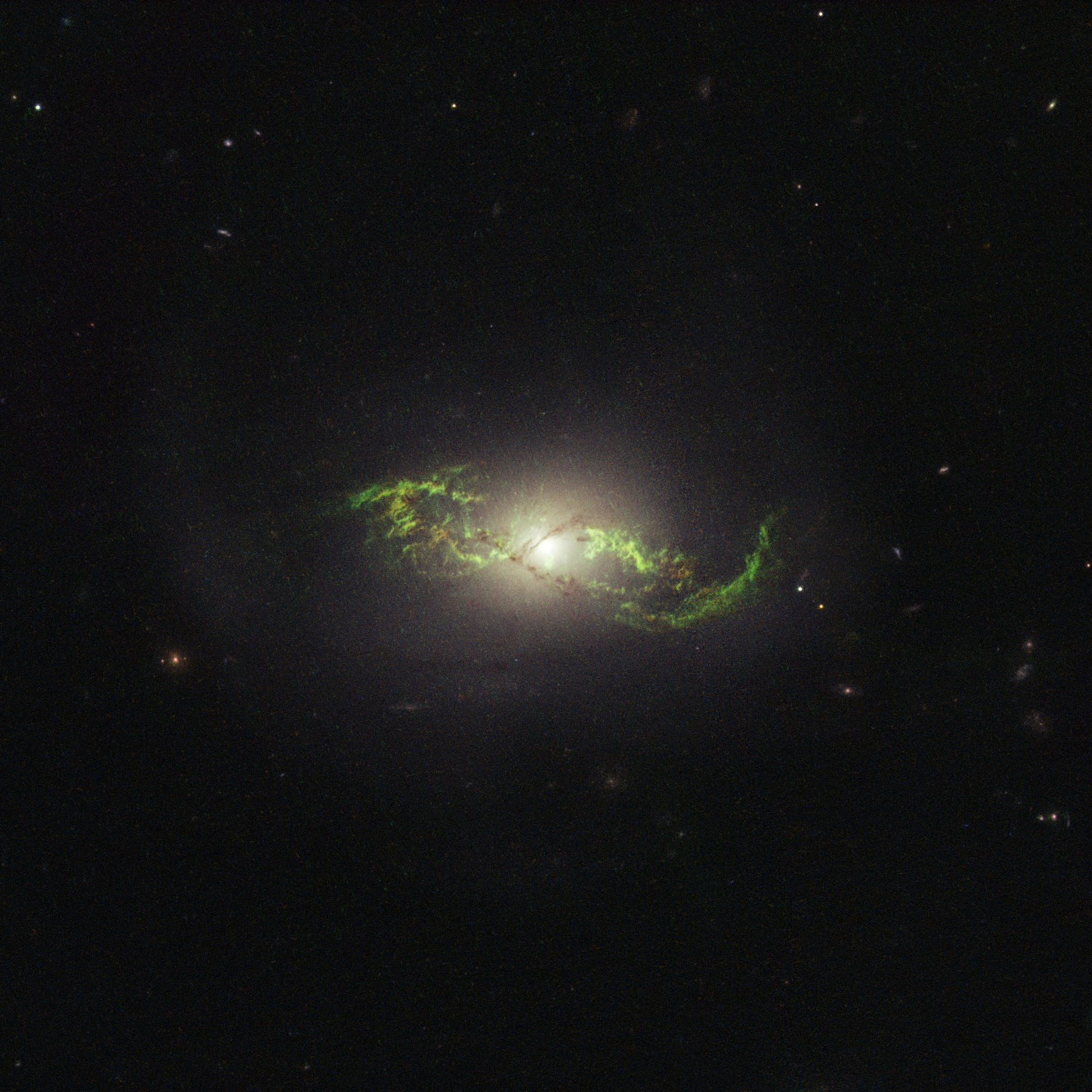
L'étrange filament vert de NGC 5972 photographié par le télescope spatial Hubble.

Les vastes filaments de gaz verts (hydrogène et oxygène ionisés) s’étendent au-delà des étoiles de NGC 5972 qui, outre cette étonnante structure, renferme en son centre un trou noir supermassif doté d’un disque d’accrétion si dense que des faisceaux jumeaux de plasma sont éjectés dans des directions opposées à des vitesses proches de la vitesse de la lumière.
De nombreuses autres galaxies présentent également le même phénomène, dont Cygnus A, comme on peut le voir dans l’image radio prise par le VLA. Ce n’est cependant pas la seule galaxie dont les images montrent des filaments d’oxygène ionisé, car le télescope spatial Hubble a capté plusieurs images similaires,.